# Henryk Jankowski (lekkoatleta)
Henryk Jankowski (ur. 15 października 1961 w Chojnicach, zm. 19 listopada 1995 w Poznaniu) – polski lekkoatleta, specjalista biegów długodystansowych, czterokrotny mistrz Polski.
Jego główną specjalnością był bieg na 3000 metrów z przeszkodami. Wystąpił w nim na mistrzostwach Europy w 1986 w Stuttgarcie, gdzie w finale zajął 12. miejsce. Wziął również udział w letniej uniwersjadzie w 1985 w Kobe.
Zdobył mistrzostwo Polski w biegu na 3000 metrów z przeszkodami w 1984, 1986 i 1989 oraz w biegu na 5000 metrów w 1990, a także wicemistrzostwo w biegu na 3000 metrów z przeszkodami w 1987, 1988, 1992 i 1993 oraz w biegu przełajowym na 6 kilometrów w 1989 i 1992.
W latach 90. występował w wielu prestiżowych mitingach lekkoatletycznych jako ceniony pacemaker.
Był zawodnikiem AZS Poznań i Olimpii Poznań.
Rekordy życiowe::
| Konkurencja                        | Data i miejsce              | Wynik    |
| ---------------------------------- | --------------------------- | -------- |
| bieg na 1000 metrów                | 15 sierpnia 1986, Grudziądz | 2:24,91  |
| bieg na 1500 metrów                | 20 lipca 1985, Sopot        | 3:43,16  |
| bieg na 3000 metrów                | 25 lipca 1987, Poznań       | 7:57,50  |
| bieg na 5000 metrów                | 10 sierpnia 1986, Sopot     | 13:47,17 |
| bieg na 10 000 metrów              | 10 września 1987, Sopot     | 29:34,48 |
| półmaraton                         | 27 marca 1994, Haga         | 1:04:46  |
| maraton                            | 8 grudnia 1991, Sacramento  | 2:17:26  |
| bieg na 3000 metrów z przeszkodami | 2 sierpnia 1986, Sopot      | 8:22,33  |

28 sierpnia 1995 w okolicach Motylewa (Piła) uległ wypadkowi samochodowemu, po którym nie odzyskał przytomności i zmarł 19 listopada tego roku w szpitalu w Poznaniu. Jest pochowany na Cmentarzu św. Jerzego w Toruniu.